# Knut Magne Valle
Knut Magne Valle (nacido el 5 de agosto de 1974 en Gjerstad) es un guitarrista noruego de heavy metal, compositor, dueño de un estudio de grabación, productor y arreglista musical.
Valle es el más conocido como un miembro de Arcturus e integrante de Ulver en 1998.

## Discografía

### ConArcturus
- La Masquerade Infernale (1997)
- The Sham Mirrors (2002)
- Sideshow Symphonies (2005)
- Shipwrecked in Oslo DVD (2006)
- Arcturian (2015)

### ConUlver
- Themes from William Blake's The Marriage of Heaven and Hell (1998)

### Como productor / músico invitado
- Fleurety - Department of Apocalyptic Affairs (2000)
- Ancestral Legacy – Trapped Within the Words (2008)
- Ancestral Legacy - Nightmare Diaries (2010)
- Aura Noir - Deep Tracts of Hell (1998)
- Ragnarok - Diabolical Age (2000)
- Aura Noir - Deep Dreams Of Hell (Compilation, 2005)
- Mayhem - Ordo Ad Chao (2007)
- Ravencult - Temples Of Torment (2007)